# Julio Bascuñán
Julio Bascuñán González (Santiago, 11 juni 1978) is een Chileens voormalig voetbalscheidsrechter. Hij was in dienst van FIFA en CONMEBOL tussen 2011 en 2021. Ook leidde hij van 2008 tot 2022 wedstrijden in de Primera División.
Op 26 januari 2008 leidde Bascuñán zijn eerste wedstrijd in de Chileense nationale competitie. Tijdens het duel tussen Audax Italiano en La Serena (0–0) trok de leidsman viermaal de gele kaart. In internationaal verband debuteerde hij tijdens een wedstrijd tussen Universidad Católica en CD Iquique in de Copa Sudamericana; het eindigde in 2–1 en Bascuñán gaf vijf gele kaarten. Op 20 juni 2015 leidde Bascuñán zijn eerste interland, toen Argentinië met 1–0 won van Jamaica door een doelpunt van Gonzalo Higuaín. Tijdens dit duel gaf de Chileense leidsman aan twee Argentijnen en drie Jamaicanen een gele kaart. In oktober 2015 was hij voor het eerst scheidsrechter bij een kwalificatiewedstrijd voor het WK voetbal. Argentinië verloor met 0–2 van Ecuador door doelpunten van Frickson Erazo en Felipe Caicedo. Bascuñán gaf drie spelers een gele kaart.
Hij werd ook geselecteerd als scheidsrechter voor het Wereldkampioenschap voetbal 2018 in Rusland. Hij leidde geen wedstrijden tijdens het toernooi. In mei 2022 werd hij gekozen als een van de videoscheidsrechters die actief zouden zijn op het WK 2022 in Qatar.

## Interlands
| Datum            | Plaats                         | Wedstrijd                   | Uitslag | Competitie           | Kreeg geel | Kreeg voor de tweede keer geel en dus rood | Weggestuurd |
| ---------------- | ------------------------------ | --------------------------- | ------- | -------------------- | ---------- | ------------------------------------------ | ----------- |
| 20 juni 2015     | Viña del Mar, Chili            | Argentinië – Jamaica        | 2 – 1   | Copa América 2015    | 5          | 0                                          | 0           |
| 9 oktober 2015   | Buenos Aires, Argentinië       | Argentinië – Ecuador        | 1 – 2   | WK 2018 kwalificatie | 4          | 0                                          | 0           |
| 14 november 2015 | Lima, Peru                     | Peru – Paraguay             | 1 – 0   | WK 2018 kwalificatie | 3          | 0                                          | 0           |
| 5 juni 2016      | Pasadena, Verenigde Staten     | Brazilië – Ecuador          | 0 – 0   | Copa América 2016    | 6          | 0                                          | 0           |
| 12 juni 2016     | Philadelphia, Verenigde Staten | Verenigde Staten – Paraguay | 1 – 0   | Copa América 2016    | 7          | 1                                          | 0           |
| 2 september 2016 | Mendoza, Argentinië            | Argentinië – Uruguay        | 1 – 0   | WK 2018 kwalificatie | 6          | 0                                          | 1           |
| 7 oktober 2016   | Asunción, Paraguay             | Paraguay – Colombia         | 0 – 1   | WK 2018 kwalificatie | 5          | 0                                          | 0           |
| 11 november 2016 | Belo Horizonte, Brazilië       | Brazilië – Argentinië       | 3 – 0   | WK 2018 kwalificatie | 5          | 0                                          | 0           |
| 29 maart 2017    | Lima, Peru                     | Peru – Uruguay              | 2 – 1   | WK 2018 kwalificatie | 5          | 1                                          | 0           |
| 19 juni 2019     | Salvador, Brazilië             | Brazilië – Venezuela        | 0 – 0   | Copa América 2019    | 3          | 0                                          | 0           |
| 23 juni 2019     | Porto Alegre, Brazilië         | Qatar – Argentinië          | 0 – 2   | Copa América 2019    | 6          | 0                                          | 0           |
| 14 oktober 2020  | Lima, Peru                     | Peru – Brazilië             | 2 – 4   | WK 2022 kwalificatie | 2          | 0                                          | 2           |